# Катијон на Самбри
Катијон сир Самбр (фр. Catillon-sur-Sambre) насеље је и општина у североисточној Француској у региону Север-Па д Кале, у департману Север која припада префектури Камбре.
По подацима из 2011. године у општини је живело 818 становника, а густина насељености је износила 62,78 становника/km². Општина се простире на површини од 13,03 km². Налази се на средњој надморској висини од 153 метара (максималној 167 m, а минималној 133 m).

## Демографија
| 1962. | 1968. | 1975. | 1982. | 1990. | 1999. | 2011. |
| ----- | ----- | ----- | ----- | ----- | ----- | ----- |
| 1.056 | 1.105 | 1.096 | 1.012 | 926   | 846   | 818   |

График промене броја становника у току последњих година